# Dipseudopsis martynovi
Dipseudopsis martynovi är en nattsländeart som beskrevs av Weaver och Malicky 1994. Dipseudopsis martynovi ingår i släktet Dipseudopsis och familjen Dipseudopsidae. Inga underarter finns listade i Catalogue of Life.